# جورجيو سكوينزي
جورجيو سكوينزي (بالإيطالية: Giorgio Squinzi)‏ مليونير ورجل أعمال إيطالي، ومالك نادي ساسولو لكرة القدم.

## انظر ايضاً
- قائمة ملاك أندية كرة القدم الإيطالية